# Anthospermum spathulatum
Anthospermum spathulatum är en måreväxtart som beskrevs av Spreng.. Anthospermum spathulatum ingår i släktet Anthospermum och familjen måreväxter.

## Underarter
Arten delas in i följande underarter:
- A. s. ecklonianum
- A. s. saxatile
- A. s. spathulatum
- A. s. tulbaghense
- A. s. uitenhagense